# أحمد عبد القادر الموصلي
أحمد عبد القادر الموصلي (1877-1941) هو قارئ القرآن ومنشد عراقي. 

## حياته
ولد في الموصل محلة الجامع الكبير،عمل مغنياً وقارئاً للمقام في مقاهي الموصل، وتأثر بأداء الملا عثمان الموصلي.

## حياته العملية
كان والده يعمل حائكاً، ومن أسرة فقيرة آل كيالي نزحت إلى الموصل من حلب سعيا وراء لقمة العيش، دخل الكتاب ثم المدرسة الأبتدائية وتركها وهو في الصف الثاني أبتدائي، ساعد والده في الحياكة، واشتغل بعدها ساعي البريد، ثم أصبح موظفاً في مديرية الأوقاف.

## حياته الفنية
بدايته أحب المقام الذي كان يغنيه الحائكون في مدينة الموصل لأرتباط إيقاعه مع إيقاع حركة الجومة والنول، درس القرآن الكريم على قارئين مشهورين في الموصل وهم: القارئ علي حسين بن علي الصفو وإبراهيم العزواي، ودرس المقام على يد الملا عثمان الموصلي وأحمد الزيدان، ودرس الغناء على يد رشيد القندرجي. أجاد كل أنواع المقام بالأضافة إلى المناقب النبوية والتواشيح والبستات والطقطوقات، وعمل على تطوير المقام وخفف من شدته وادخل عليه الإنتقالات. 
غنى الكثير من الموشحات ومن أشهرها «للعاشق في الهوى دلائل» من ألحان وكلمات أستاذه الملا عثمان الموصلي:
عمل مغنياً وقارئاً للمقام ليلاً في مقهى باباني في باب السراي  ومقهى حيو الأحدب في شارع حلب وكانت هذه الأغاني تنقلب ليلا إلى ما يسمى بالجالغي، سمعه الملا عثمان الموصلي وأعجب بأدائه وارتجل ملا عثمان بيتا من الشعر أجازه فيه لقراءة المقام قال له: أطربتنا بصوتك يا احمد ومثلك في عصرنا لا يوجد، كما تأثر بالشيخ الصفتي وقلده ، وقلد أيضا سلامة حجازي في مقام (قد حلا نظمي و رق الغزل) وسجله على إسطوانة، وقلّد في إسطوانات مسجلة أغاني سيد درويش وأم كلثوم، وأيضا أغنية (آراك عصي الدمع) بلحنها الأصلي لعبده الحمولي، قلّد أيضا عبد الحي حلمي، وأُعجب بغناء نادرة وفتحية أحمد وسليمة مراد وسكينة حسن وليلى مراد. 
أجاد الطرب والغناء في أي مكان وزمان وتمكنه في علم المقام والنغم، عام 1924 أرسلت له شركة بيضافون عرض لتسجيل أغانيه على إسطوانات وسجّل تسعة وعشرون إسطوانة، تقاضى على الإسطوانة الواحدة عشر ليرات، وبعد إنتشار إسطواناته وشهرته في المشرق العربي عرض عليه صاحب شركة اوديون خشادور شاهين بتسجيل أغانيه على إسطوانات عام 1925 لكنه رفض بسبب تعاقده مع شركة بيضافون لمدة سنتين، فأقنعه صاحب شركوة اوديون بتسجيل الأغاني وعرضها للبيع بعد سنتين وبعدها وافق على التسجيل وسجل عددا من الاغاني ما يقارب 30 أغنية لشركة اوديون، كما سجل أغاني ومقامات كثيرة في بغداد لشركة بوليفون بواسطة ضابط الإيقاع حسين عبدالله، وصاحبه على العود عزوري وعلى القانون كحلي المعروف بالجحلي، وغنى بصحبة المغنية عزيزة العراقية والتي ارتبط معها بعلاقة عاطفية. 
صاحب اسماعيل الفحام وغنيا معا في حديقة باب الجسر وعلمه المقامات والمناقب النبوية والغناء ويعد اسماعيل التلميذ الحقيقي له. 

## وفاته
اصيب بمرض في العين جعلها تدمع دائما بسبب سهره في الليل ونومه في النهار واشتد مرضه وتوفي عام 1941.

## وصلات خارجية
- سيـد أحمـد عبـد القـادر الموصلـي - موصليات - العدد 11 - حزيران 2005 - عمر محمد الطالب